# Jaynagar Majilpur
Jaynagar Majilpur est une ville d'Inde ayant en 2011 une population de 25 922 habitants.
Depuis 2022, la municipalité est dirigée par le All India Trinamool Congress (TMC).